# Jim Reeves (Sänger, 1968)

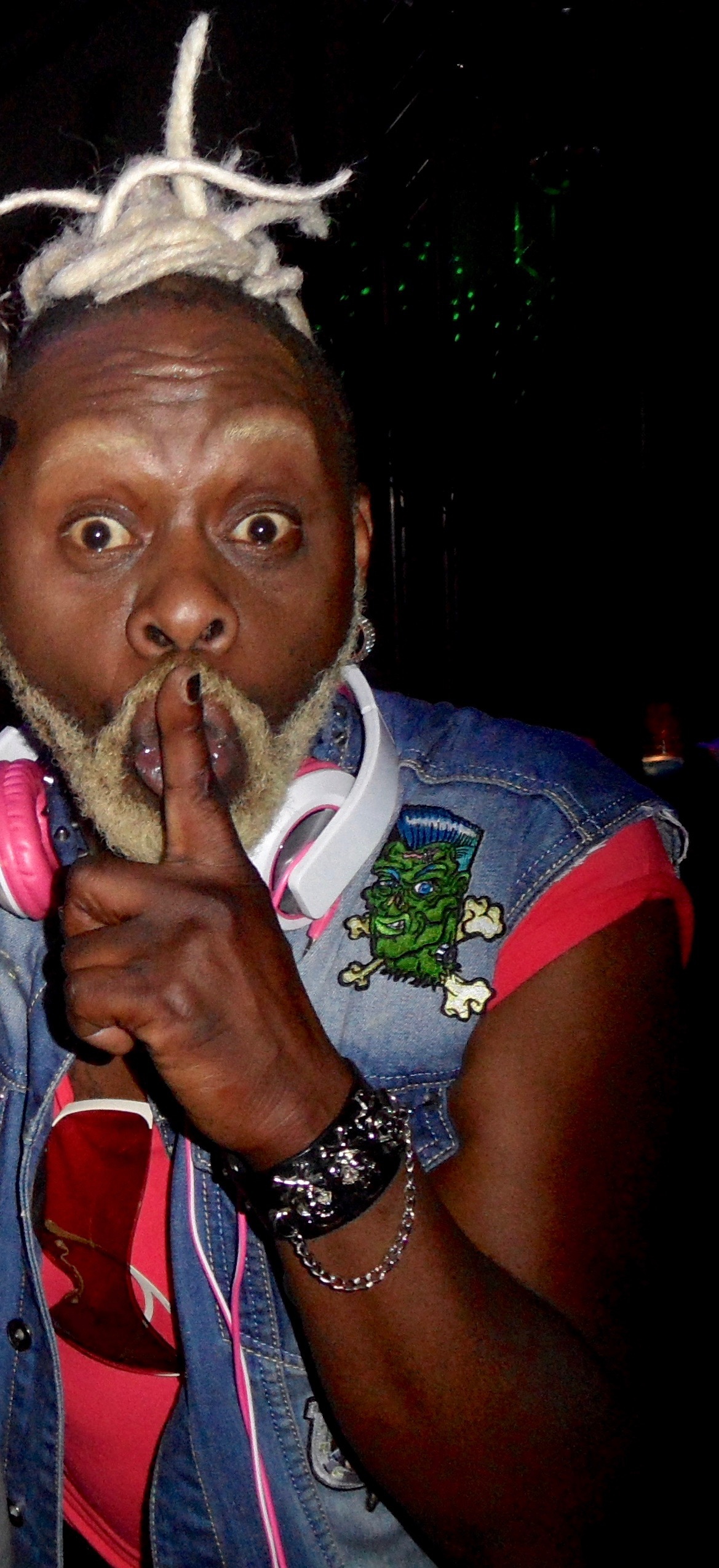
Jim Reeves (2014)

Jim Major Reeves, Künstlernamen Jim Ree, Jimmy Joe und Adama (* 30. April 1968 in Köln als Jim Nyasani; † 1. Februar 2016 in Berlin), war ein deutscher Sänger, Songwriter und Musikproduzent, der als Mitglied der Gruppen 4 Reeves und Sqeezer bekannt wurde. Er war auch als Model, Schauspieler, Moderator und als Künstler- und Musikmanager tätig.

## Leben
Jim Reeves war ein Sohn des kenianischen Philosophie-Professors Joseph Major Nyasani, der für die Deutsche Welle und die UNO arbeitete. Bei seinen Tätigkeiten für die Deutsche Welle lernte er seine spätere Ehefrau, eine Krankenschwester aus Tansania, kennen.
Jim Reeves wurde in Köln geboren und wuchs im Stadtbezirk Köln-Kalk auf.
1984 wurde er bei einem Teilnehmerwettbewerb für die bundesweite C&A-Werbekampagne Der Letzte Schrei entdeckt. Während seiner Laufbahn als Fotomodell war er Teil verschiedener Werbekampagnen, beispielsweise von Sony, Swatch und Schöller Mövenpick.
1992 begann Reeves eine Ausbildung als Musicaldarsteller in Hamburg und wurde in Gesang, klassischem Ballett, Schauspiel, Stepp und Fechten ausgebildet. Bereits während der Ausbildung war er in mehreren Fernseh- und Kinoproduktionen wie den Krimiserien Die Gang (ARD) und SK Babies (RTL) zu sehen. Reeves sang einen Werbetrailer für die Drogeriemarktkette Budnikowsky und lernte über seine Agentur das Produzententeam Franz Plasa und Peter Hoffmann kennen. Zusammen mit seinen Geschwistern Shary, Andrew und Terry bildete er Anfang der 90er Jahre die Gruppe 4 Reeves. Die Formation gehörte zu den Wegbereitern für deutschen Hip-Hop und Soul. Obwohl die englischen Singles Party und Jumping Achtungserfolge erzielten, entschied sich die Gruppe, auf Deutsch weiter zu texten und singen.
1995 verließ Reeves die Formation und veröffentlichte solo als Jim Ree die Single Feel So Real, eine Eurodance-Coverversion des gleichnamigen Songs von Steve Arrington. Anschließend gründete er die Band Sqeezer. Mit dieser hatte er mehrere Hits in den deutschen Charts sowie im europäischen Ausland. Die Formation erhielt Gold-Auszeichnungen in Tschechien, Polen und Spanien; insgesamt verkaufte sie weltweit über fünf Millionen Tonträger.
Von 1995 bis 1996 war Reeves Studiomoderator und Außenreporter für das interaktive Jugendmagazin Lollo Rosso im WDR. 1997 warb er für Kamerafilme der Marke ORWO.

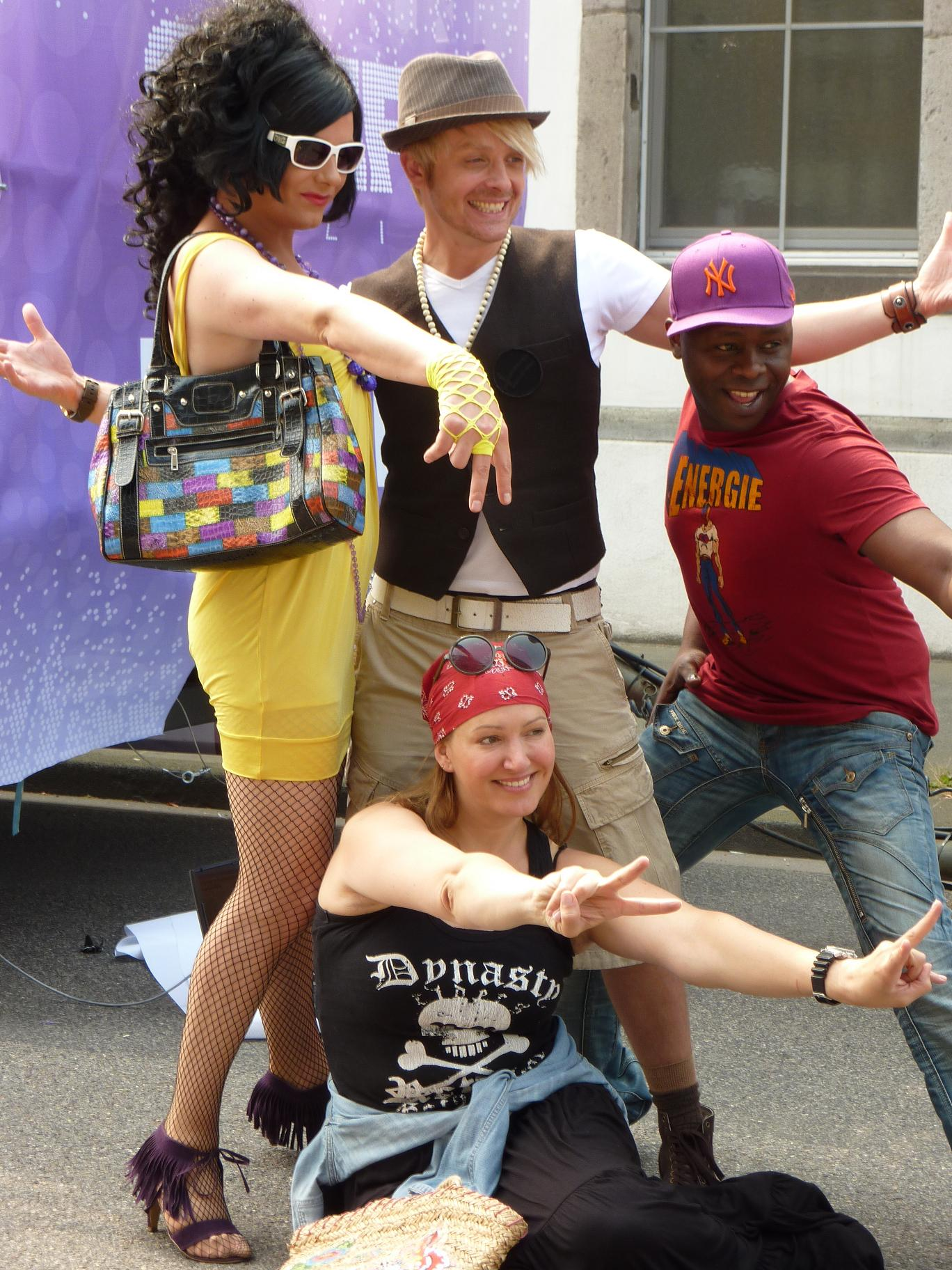
Jim Reeves mit weiteren Jurymitgliedern von Village Boys – Die große Lips Casting Show

2001 setzte er seine Solomusikkarriere mit einem Gastbeitrag auf der Single Küss mich nochmal der Big-Brother-Kandidatin Verena Malta fort.
Unter dem Künstlernamen Adama veröffentlichte Reeves 2006 die EP Don’t Stop the Music. Im dazugehörigen Musikvideo wirken der Profi-Boxer Markus Beyer und die Dragqueen Tatjana Taft mit. Als Nachfolger wurde der Titel House of Love von Adama veröffentlicht. Im Februar 2008 war Reeves auf ProSieben im Boulevardmagazin taff in der Rubrik Die perfekte Promi-Party zu sehen, bei dem er den Partywettstreit für sich entscheiden konnte und von seinen Mitstreitern Rolf Eden, Micaela Schäfer und Agnieszka Hendel zum Sieger gewählt wurde.
2009 wechselte Reeves unter dem Künstlernamen Jimmy Joe die Musikrichtung in Schlager-Beat. Im Juni 2009 erschien die Single Solarium. Zudem gründete er die „Jimmy Joe Production !“, mit der er ein Tonstudio leitete und als Produzent für andere Bands arbeitete.
Reeves saß als zukünftiger Manager in der Jury der Castingsendung Village Boys – Die große Lips Casting Show, die im Juli 2009 auf dem Sender TIMM ausgestrahlt wurde. Anschließend war er bis 2013 als Manager und Produzent für die Pop-Schlager-Boygroup Die Traumprinzen tätig. 2012 unterstützte er den Schlagersänger Michael Wendler bei seinen Liveauftritten und spielte das Saxophon zum Lied Honey Kiss. Außerdem sang Reeves bei Wendlers Single Alles was ich will im Background.
Am 1. Februar 2016 wurde Reeves im Alter von 47 Jahren tot in einem Hostel in Berlin aufgefunden, das er nach Streitigkeiten mit seiner Freundin bewohnt hatte. Hier teilte er in der Tatnacht ein Sechsbettzimmer mit zwei Gästen aus Polen. Ein 29-jähriger Pole wurde am 7. Februar 2017 in Lleida (Spanien) festgenommen. Sein 23-jähriger Mittäter wurde am 19. Februar 2016 in Brzeżno (Polen) gefasst. Die Berliner Staatsanwaltschaft geht davon aus, dass die zwei Männer den bisexuellen Sänger aus homophoben Motiven schwer misshandelt hatten, so dass er an schweren inneren Verletzungen starb. Die Täter wurden im Oktober 2018 vom Berliner Landgericht wegen Totschlag im besonders schweren Fall zu 13 und 14 Jahren Haft verurteilt. Reeves’ Familie legte zu dem Urteil Revision ein. Der Bundesgerichtshof in Karlsruhe verwarf die Revision jedoch im Januar 2020.
Jim Reeves fand auf dem Ostfriedhof in Köln seine letzte Ruhe.

## Diskografie

### 4Reeves
Alben
- 1994: Jambo

Singles
- 1991: Party
- 1992: Jumping
- 1993: Keine Macht den Doofen
- 1994: Hackevollgas

### Sqeezer
Alben
- 1996: Drop Your Pants
- 1998: Streetlife

Singles
- 1995: Scandy Randy
- 1996: Blue Jeans
- 1996: Sweet Kisses
- 1997: Saturday Night
- 1997: Tamagotchi (Tschoopapa …)
- 1997: Get It Right (mit Mola Adebisi & Bed & Breakfast)
- 1998: Without You
- 1998: Wake Up!
- 1998: Let the Music Heal Your Soul – mit den Bravo All Stars
- 1999: Wishing You Were Here
- 2001: Remember Summertime
- 2002: 3 Times
- 2004: Hot Ski Teeny
- 2004: Hot Bikini
- 2006: Drop Your Pants
- 2008: High Heels
- 2008: Hey Helicopter – DJ Beatboy feat. Squeezer
- 2010: High Heels – New Mixes 2010

### Solo
Singles
- 1995: Feel So Real  – als Jim Ree
- 2006: Don’t Stop the Music – als Adama
- 2009: Solarium – als Jimmy Joe

### Als Gastmusiker
- 2001: Küss mich nochmal – Verena feat. Jim Reeves